# Crisis diplomática entre Ecuador y Reino Unido de 2012-2013
La crisis diplomática entre Ecuador y Reino Unido en 2012 se refiere a la crisis producida cuando el Gobierno ecuatoriano se vio enfrentado con su par del Reino Unido por causa de la protección al creador del sitio web WikiLeaks, Julian Assange, brindada por Ecuador en su embajada en el Reino Unido, cuando este se encontraba bajo arresto domiciliario en Londres pendiente de ser extraditado a Suecia, donde la fiscalía quiere interrogarle en relación con cuatro cargos de agresión sexual.
El 19 de junio Assange pidió asilo a Ecuador, siendo su solicitud atendida favorablemente casi dos meses después, el 16 de agosto. Medida que fue calificada como 'negativa' por el canciller británico William Hague, quien sostuvo que Assange sería arrestado cuando saliera de las instalaciones y —agregó— que en su país no es procedente la figura del asilo diplomático.
El Gobierno ecuatoriano justificó su decisión argumentando que los derechos humanos de Assange podrían ser violados en una hipotética extradición de Suecia a Estados Unidos. No obstante, Reino Unido replicó, argumentando 'su deber' de llevar a la justicia a personas requeridas para tal.
Por su parte, el Gobierno de Estados Unidos, por medio de una de sus portavoces Victoria Nuland, dijo que la justicia de ese país no tiene requerimiento alguno a Assange. Suecia (país que requiere a Assange) mostró su desacuerdo con la medida y llamó a consultas al embajador de Ecuador en ese país. Por otra parte, los gobiernos de Venezuela, Uruguay y Argentina apoyaron la decisión del Gobierno ecuatoriano.
Ese mismo día, la Organización de Estados Americanos acordó reunirse para tratar la crisis. Por otro lado, el 18 de agosto el número dos de WikiLeaks, Kristinn Hrafnsson, dijo en una conversación telefónica que Assange hablaría desde la embajada el 19 de agosto sobre su situación y la crisis, pero que no podía dar mayores detalles "por razones de seguridad".

## Antecedentes

### WikiLeaks
Julian Assange fundó en 2006 el sitio web WikiLeaks, el cual usó para la publicación de miles de archivos clasificados de diferentes Gobiernos del mundo, entre esos Estados Unidos. La publicación de los documentos fue realizada en varias ocasiones y calificada por algunos Gobiernos de 'indebida'. Las publicaciones llevaron al bloqueo de los fondos de WikiLeaks (por parte de los bancos donde estaban).

### Acusación de violación menor y acoso sexual
En septiembre de 2010, la fiscal superior sueca Marianne Ny ordenó la captura de Assange para interrogarle en relación con dos denuncias por agresión sexual. Por lo cual -tras solicitud de la fiscal- la Interpol emitió una circular roja (máxima prioridad) de búsqueda para su captura y extradición a Suecia en relación con posibles delitos de violación, abusos sexuales y coacción.
A principios de diciembre (del mismo año) se da a conocer que Assange puede estar escondido en el sur de Inglaterra. Y en efecto, el 7 de diciembre el sindicado se entrega a la Policía Metropolitana de Londres; siéndole posteriormente concedida la libertad bajo fianza.
Los abogados de Assange iniciaron una batalla legal para impedir la extradición argumentando que las imputaciones derivaban de una "disputa sobre sexo sin protección pero consentido" y que de Suecia sería llevado a Estados Unidos para ser acusado de espionaje. Sin embargo, el 24 de febrero de 2011 -de conformidad a la solicitud hecha por la justicia sueca- un juez británico declara procedente la extradición a Suecia de Assange. La defensa agotó todos los recursos y aplazamientos posibles, pero el Tribunal Supremo del Reino Unido desestimó sus argumentos y ratificó la concesión de la extradición el 13 de junio de 2012.

## Refugio en la embajada

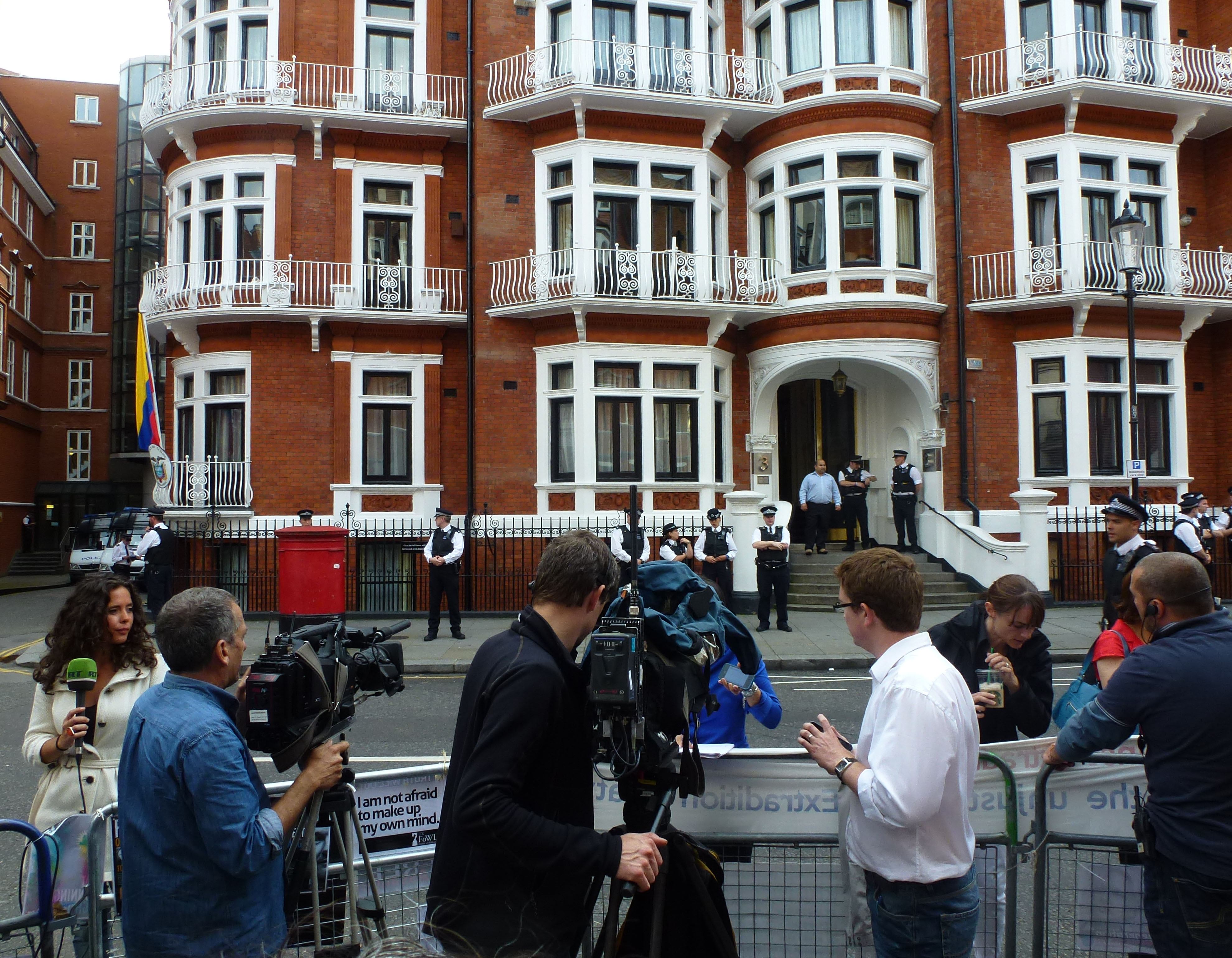
Embajada de la República del Ecuador en Londres, 16 de agosto de 2012

El martes 19 de junio de 2012 Assange viola su libertad bajo fianza y escapa para refugiarse en la embajada ecuatoriana de Londres. Funcionarios de Scotland Yard se desplazaron a las instalaciones de la sede diplomática para sitiar el perímetro y arrestar a Assange cuando este saliera a territorio jurisdiccional de la policía británica. Ese mismo día, Assange solicita asilo político al Gobierno ecuatoriano, a lo cual -como respuesta inmediata mas no definitiva- el Gobierno de Rafael Correa prefirió abstenerse de hacer pública su determinación con el argumento de no distraer la atención pública respecto a las olimpiadas en curso.
La situación generó protestas en apoyo a Assange, quien -según activistas- es un perseguido político.[cita requerida]

### Concesión del asilo
El 14 de agosto de 2012, el presidente ecuatoriano Rafael Correa dijo que la solicitud de asilo político solicitada por Julian Assange estaba siendo estudiada a fecha de ese día por las autoridades de su país y que el caso sería evaluado teniendo en cuenta, entre otras cosas, las declaraciones hechas por el afectado en las cuales denuncia su posible extradición a los Estados Unidos, en donde, de ser declarado culpable por otros cargos, podría ser condenado a la pena de muerte, debiendo garantizar los derechos humanos y la seguridad e integridad física de Assange.
El 15 de agosto de 2012, el canciller ecuatoriano Ricardo Patiño -tras una rueda de prensa- denunció que el Gobierno británico envió una nota a la embajadora ecuatoriana en Londres, en la cual, habría amenazado con entrar 'a la fuerza' a la sede diplomática para arrestar a Assange. Situación que el Gobierno ecuatoriano calificó de 'inamistosa'; el Gobierno de David Cameron no se refirió al respecto. Un día después, Patiño hace pública la decisión del Gobierno de su país, en la que se concede la petición de Assange, argumentando la soberanía de Ecuador respecto a la petición y la obligación moral de garantizar los derechos humanos del sindicado.

### Amenaza de ingreso a la embajada ecuatoriana
Un día antes de la concesión de asilo, Reino Unido amenazó con asaltar la embajada de Ecuador en Londres para capturar a Julian Assange.

## Reacciones fuera del Ecuador

### A favor
- Venezuela[14][15] por medio del entonces Presidente de Venezuela, Hugo Chávez, ha dicho que si el Reino Unido se atreve a violar la soberanía de Ecuador recibiría la respuesta no solo de Ecuador sino de Venezuela, El Alba y La Unasur.
- Uruguay,[16]  Argentina[17] y  Bolivia[18] manifestaron su apoyo a la medida tomada por el Gobierno ecuatoriano.
- Rusia[19] por medio del entonces Presidente de Rusia, Vladímir Putin, dijo que Reino Unido tiene un doble rasero al otorgar asilo político a Borís Berezovski o Akhmed Zakaiev, «gente que tiene sangre hasta por los codos, que tomaron las armas en nuestro territorio, que mataron, se esconden en Gran Bretaña.» y que negar el salvoconducto a Assange es más un asunto político.
- ALBA : Declaró que el ingreso a la Embajada del Ecuador tendría graves consecuencias para el mundo, incluso declararon: “Rechazamos las amenazas intimidatorias proferidas por voceros del gobierno del Reino Unido por violatoria de los principios de soberanía e integridad territorial de las naciones".[20]
- UNASUR: Suscribió la Declaración de Guayaquil en respaldo a Ecuador, documento firmado el día 19 de agosto de 2012, con la participación de los cancilleres de los Estados miembros. En dicho documento se afirma "Que el 15 de agosto el Gobierno de la República del Ecuador informó públicamente  haber recibido del Reino Unido una nota en la que amenaza con “tomar acciones para arrestar al Sr. Assange en las instalaciones actuales de la Embajada” (de Ecuador) invocando su ley nacional sobre instalaciones Diplomáticas y Consulares de 1987 (Diplomatic and Consular Premises  Act 1987)", añadiendo que "Que el Consejo de Seguridad de las Naciones Unidas, en el Comunicado de Prensa SC/10463 de 29 de noviembre de 2011, condenó en los términos más enérgicos violaciones a la inmunidad diplomática y recordó el principio fundamental de la inviolabilidad de las misiones diplomáticas y oficinas consulares de los Estados receptores en relación a lo establecido en la Convención de Viena de 1961 sobre Relaciones Diplomáticas y la Convención de Viena de 1963 sobre Relaciones Consulares".[21]
- 32 miembros de 34 de la Organización de Estados Americanos (OEA) dieron el respaldo a Ecuador y acordó reiterar "la vigencia plena de los principios y normas que regulan las relaciones diplomáticas entre los Estados" y que "dichos principios y normas constituyen reglas fundamentales para asegurar la convivencia pacífica entre todos los países que conforman la comunidad internacional". La organización interamericana no se pronunció acerca de la concesión del asilo a Assange ni hizo mención alguna acerca de las supuestas amenazas del Reino Unido. Canadá fue el único Estado que no apoyó la resolución, si bien Estados Unidos expresó una reserva acerca de la frase por la que los Estados miembros expresan "su solidaridad y respaldo al Gobierno de la República de Ecuador".[22][23]
- El Parlamento Andino rechazó una eventual violación a la jurisdicción de la embajada de Ecuador en Londres, por parte del Reino Unido, y dio su apoyo a Ecuador por motivo del asilo concedido a Julian Assange.[24]
- La madre de Julian Assange, Christine Assange, ha comparado el caso de su hijo con el arresto de Augusto Pinochet en Londres[25] y ha tenido eco de la opinión internacional[26][27] y del propio presidente Correa.[28]
- Intelectuales como Noam Chomsky o Naomi Wolf, relevantes personalidades de Hollywood como los directores Oliver Stone y Michael Moore o el actor Danny Glover, el humorista Bill Maher —que donó un millón de dólares a Barack Obama para su reelección— o Daniel Ellsberg, que filtró los 'papeles del Pentágono', así como el médico Patch Adams son algunos de los más de 4.000 firmantes de una carta que la organización Just Foreing Policy hizo llegar a la Embajada de Ecuador en Londres el 21 de agosto. En la misiva urgen al presidente de ese país, Rafael Correa a que ejecute la petición de asilo de Julian Assange para evitar el riesgo a ser extraditado a EE UU.[29]

### Neutrales
- Unión Europea: la Unión Europea en su conjunto no se pronunció sobre el caso, ya que según afirmaron «es un asunto diplomático bilateral». Instaron, eso sí, a ambos países a resolver el conflicto mediante el diálogo.[30]
- Estados Unidos y  Australia: los gobiernos estadounidense y australiano manifestaron que se abstendrán de tomar partido. Por su parte Estados Unidos dijo no estar de acuerdo con la medida;[31] mientras que Australia ha hecho preparativos para el caso de que Assange sea extraditado a EE. UU.[32]
- El gobierno de Chile, por su parte, rehusó tomar partido en la situación, señalando que «es un problema entre Ecuador y Gran Bretaña» y que «ellos tendrán que resolverlo por la vía bilateral».[33]

### En contra
- Reino Unido: el canciller británico William Hague dijo que la decisión del Gobierno ecuatoriano es lamentable. Y que la concesión del asilo «no cambiará las cosas», pues Scotland Yard -agregó- seguirá presta para el inmediato arresto y posterior extradición de Assange. Por tanto, el salvoconducto que Assange necesita para abandonar -como asilado- suelo británico no le será concedido.[34]
- Suecia: el Gobierno sueco también lamentó la decisión de Ecuador. Y llamó a consultas al embajador de ese país en Suecia.[35] Por otro lado, ha explicado que Suecia no extradita a nadie a un Estado que pueda aplicar la pena de muerte sobre el extraditado.[36]
- Gremios periodísticos y parte de la prensa mundial consideran que el presidente Rafael Correa ha adoptado tal medida para mejorar su imagen, afectada por sus enfrentamientos con los medios de comunicación ecuatorianos y por las acusaciones recibidas de restringir la libertad de prensa.[37]
- La comunidad ecuatoriana residente en Inglaterra lideradas por Luis Felipe Tilleria, realizó 4 plan en contra del otorgamiento del asilo.
- Mario Vargas Llosa ha opinado que Assange «es un prófugo de la justicia que utiliza su aura de mártir de la libertad de expresión para no responder a las acusaciones que pesan contra él.»[38]

## Reacciones dentro del Ecuador
- Algunos líderes de la oposición ecuatoriana han calificado de paradójica a la decisión del Presidente Correa de conceder el asilo a Julian Assange.[39]
- Según ha hecho público Andrés Oppenheimer, en El Nuevo Herald, el periodista ecuatoriano Emilio Palacio -quien ha sido enjuiciado por el mandatario ecuatoriano- ha manifestado que la campaña de Correa a favor de Assange tiene como propósito tanto reparar su imagen como "enemigo" de la libertad de prensa, así como ganar espacio político para convertirse en el líder del ALBA luego de la muerte de Hugo Chávez.[40] Declaraciones rechazadas por el presidente Correa, quien dijo que el experiodista de diario El Universo, mentía con respecto a los motivos porque fue enjuiciado por él.[41]